# S/2003 J 9
S/2003 J 9 est un satellite naturel de Jupiter.

## Caractéristiques physiques
S/2003 J 9 est un petit satellite. Selon l'équipe qui l'a découvert, il mesurerait 1 kilomètre de diamètre, le satellite jovien le plus petit que l'on connaisse[réf. nécessaire].
Ses autres caractéristiques ne sont pas connues. En supposant qu'il possède une masse volumique similaire à d'autres astéroïdes de Jupiter, sa masse serait d'environ 1,4 × 1012 kilogrammes.

## Orbite
S/2003 J 9 pourrait appartenir au groupe de Carmé, un groupe de satellites qui orbitent de façon rétrograde autour de Jupiter sur des demi-grands axes compris entre 22 900 000 et 24 100 000 km, des inclinaisons de 164,9 à 165,5° par rapport à l'équateur de Jupiter et des excentricités entre 0,23 et 0,27. Ses éléments orbitaux n'étant pas connus avec précision, cette appartenance n'est pas déterminée de façon définitive.

Diagramme illustrant l'orbite des satellites irréguliers de Jupiter. Le groupe de Carmé est visible sur le centre-gauche.
Diagramme illustrant l'inclinaison des membres du groupe de Carmé en fonction du demi-grand axe.

## Historique
S/2003 J 9 fut découvert en 2003 par une équipe conduite par S. Sheppard. Sa découverte fut annoncée le 7 mars 2003 en même temps que trois autres satellites de Jupiter et il reçut alors sa désignation provisoire, S/2003 J 9, indiquant qu'il fut le 9e satellite de Jupiter à être imagé pour la première fois en 2003.
Sa réobservation, sur des images de 2011 et 2018, est annoncée le 5 novembre 2020.